# Chiesetta di Santo Spirito
La chiesetta di Santo Spirito (in tedesco Talschluss Ahrntal mit Heiliggeistkirche) è una piccola e isolata chiesa alpina, che si trova a 1.631 m s.l.m. poco a nord dell'abitato di Casere, nel comune di Predoi (il più a nord d'Italia), in cima alla valle Aurina in Alto Adige. Si tratta di una delle chiese più antiche della Valle Aurina e dell'intero Tirolo nonché la chiesa più a nord del territorio italiano.

## Storia

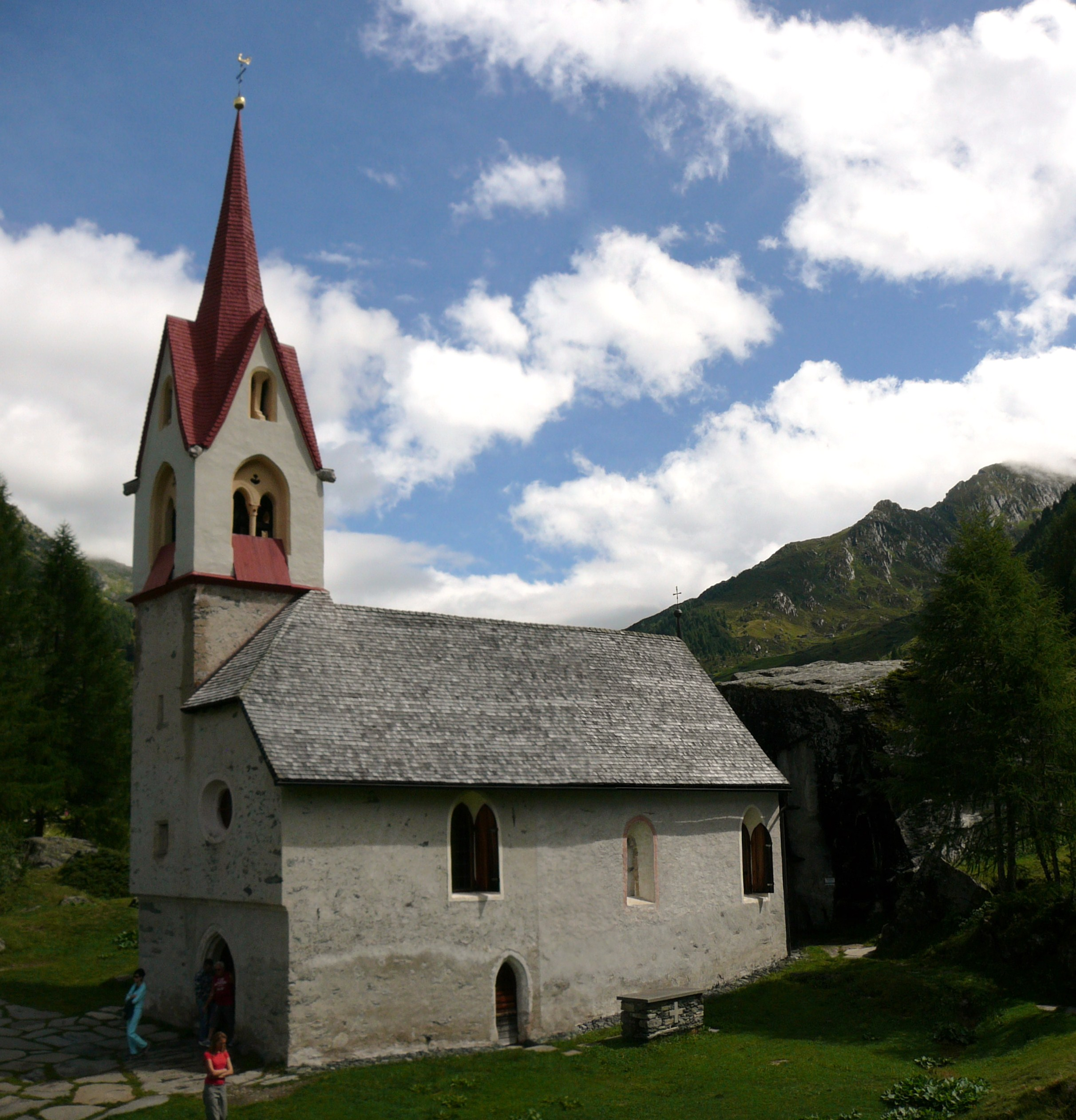
La cappella con dietro la famosa pietra paravalanghe (Schliefstein)

Fin dalla preistoria nella vallata veniva estratto il rame, attività questa che caratterizzò tutta la storia di questa valle fino a che, nel 1893 vennero chiuse le ultime miniere. Successivamente si sviluppò nelle donne del paese, di generazione in generazione, l'arte del lavoro dei pizzi al tombolo. Una comunità di frontiera, con una cultura alpina e germanica con profonde radici austriache e cattoliche. Naturale via di transito verso l'Austria, la Germania e l'Europa, la val di Tures possiede valichi e strade utili al passaggio. Questa chiesa venne fondata proprio per seppellire velocemente i minatori o i mercanti immessi nell'economia del rame che morivano sul lavoro o i molti viandanti che trovavano la morte tra questi passi, un tempo impervi e pericolosi.
Fu costruita, su una preesistente cappella medievale, nel 1455 in puro stile tardogotico dagli architetti della fabbrica del duomo di Bressanone, per interessamento diretto del Vescovo; già nel 1500 la chiesa venne sottoposta ai primi lavori di ristrutturazione e di sistemazione dell'attiguo cimitero; venne consacrata dal cardinale Nicola Cusano, principe vescovo della diocesi di Bressanone.
All'interno si può ammirare un bellissimo tabernacolo barocco, una bella raffigurazione lignea delle tre persone della SS. Trinità, realizzati tra il 1500 e il 1600 e un particolarissimo crocefisso, con ai piedi la Vergine Addolorata e San Giovanni Evangelista, realizzati durante la Guerra dei trent'anni.
Non si sa esattamente quando fu costruita la prima chiesetta medievale dedicata ai molti viaggiatori che utilizzavano il passo dei Tauri soprattutto per arrivare nel Pinzgau e a Salisburgo. Comunque è sicuro e documentato che nel 1455 fu il cardinale Nicola Cusano di Bressanone a consacrare la rinnovata ed ampliata chiesa e il cimitero annesso.
La chiesetta è stata una delle mete preferite di papa Benedetto XVI che, già da cardinale prefetto del Sant'Uffizio, non mancava di visitarla insieme al fratello durante le sue vacanze estive in Alto Adige.

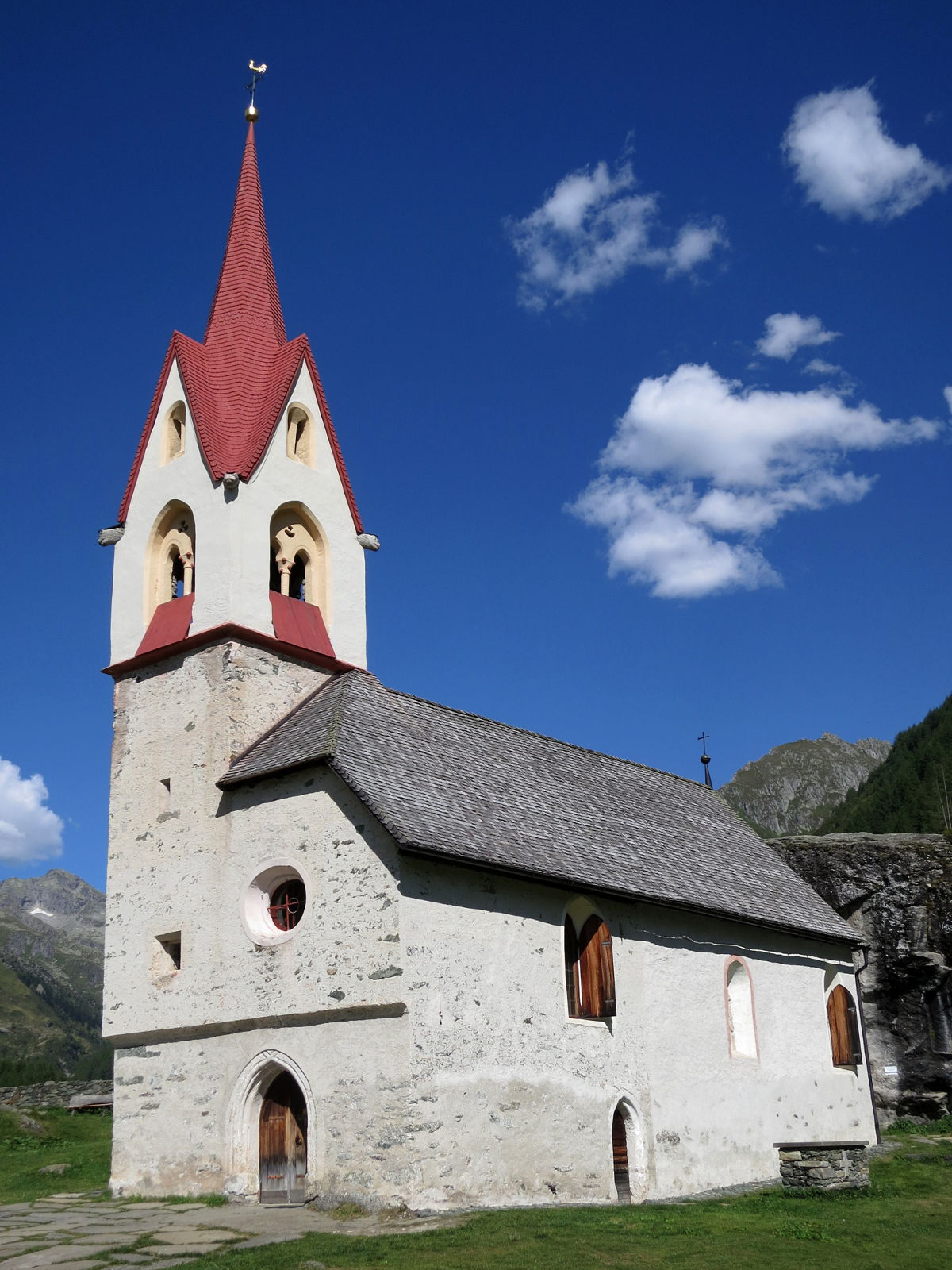
Fronte della Chiesa con il caratteristico campanile

## Descrizione

### Esterni

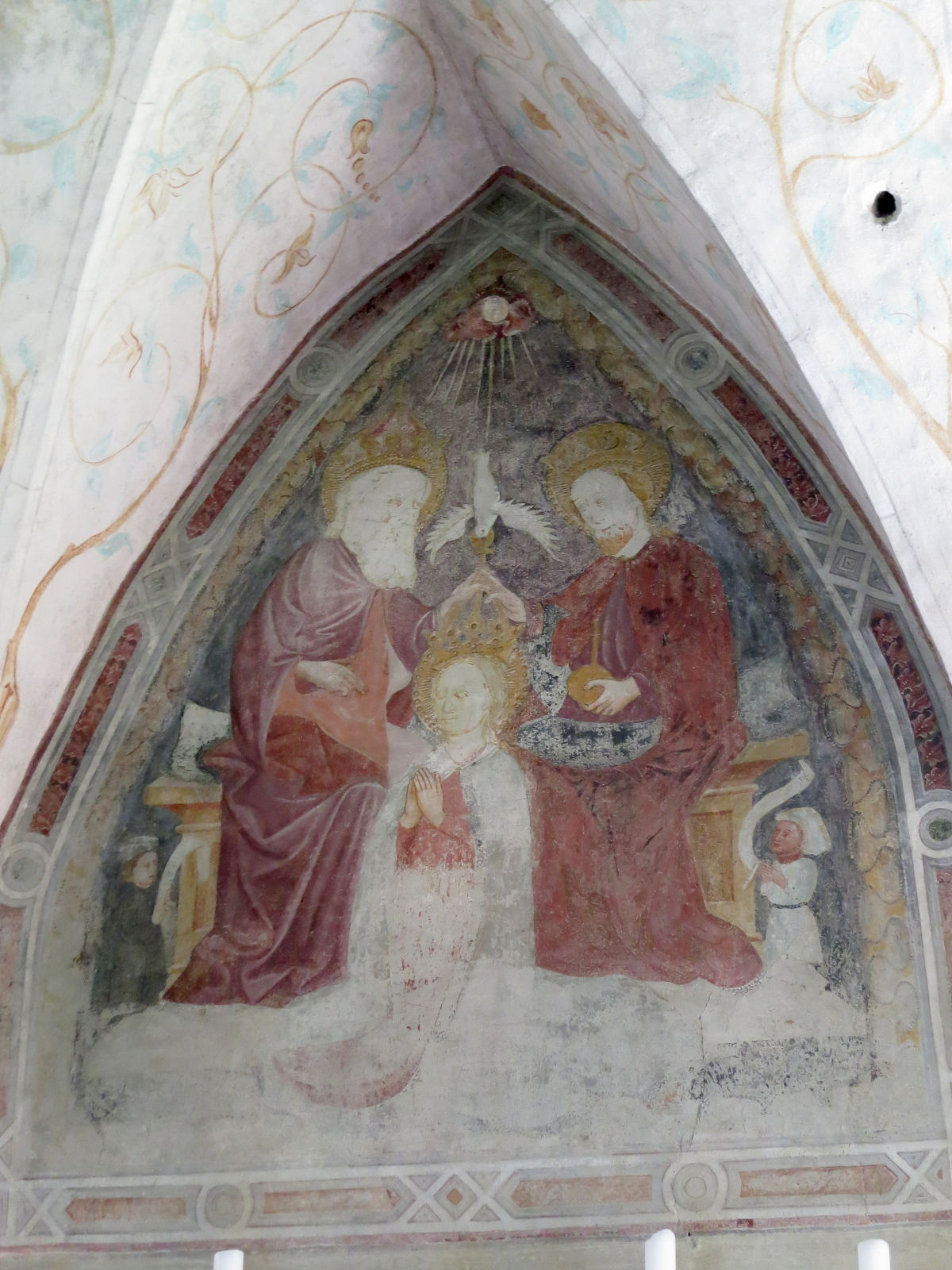
Affreschi tardo-gotici (particolare)

L'edificio si presenta costituito da un corpo unico, in stile tardo gotico, con un lungo campanile a punta dal tetto rosso, caratteristico quando immerso nella neve, mentre la chiesa (sempre fusa con il campanile) ha tetto blu. La chiesa è fatta di pietra chiara, con porte e finestre arrotondate e infissi lignei. Questa cappella medievale è immersa nel verde delle grandi foreste di conifere ed è isolata, si presenta arroccata su una grossa rupe. Intorno sono presenti, oltre ad alberi vari, dei grossi massi, sinonimo di stabilità (forse è anche a causa di queste buone fondamenta naturali che la chiesa si sia conservata fino ad oggi).
Come tante altre della provincia di Bolzano, la chiesa rappresenta il tipico stile gotico di montagna, piccolo, caldo ed accogliente. La cappella presenta, inoltre, numerosi dipinti ed affreschi, che le conferiscono una particolare ricchezza architettonica ed artistica.
Lungo il vecchio sentiero che porta da Predoi a Casere si possono ammirare le 14 stazioni della via crucis che conducono i pellegrini alla chiesa.
Ha pianta geometrica, di piccola taglia, con il tetto semi-cupuliforme in tipico stile tardogotico, con campanile dal tetto rosso che spicca nella neve invernale con un piccolo crocefisso nella punta. La necessità di un edificio di piccole dimensioni si spiega con la difficoltà nel costruire (nel Medioevo) in alta montagna, all'interno di boschi (con tutte le difficoltà di trasporto dei materiali) e, siccome a parte minatori, mercanti del rame e viandanti che attraversavano i passi circostanti nessuno visitava (se non di rado) questa chiesa non si necessitava di grandi spazi (che facevano anche fatica a riscaldarsi).
L'edificio è coperto da un tetto appuntito, visibile all'esterno.
La decorazione esterna, in pietra bianca locale e cemento (dovuto agli interventi di ristrutturazione fatti negli ultimi 10 anni per la stabilità dell'edificio), è scandita da tre fasce orizzontali, ornate da riquadri geometrici. I pilastri angolari in pietra furono anch'essi successivamente ristrutturati.
La muratura interna è suddivisa, come all'esterno, in tre fasce orizzontali, la più alta però si trova nel campanile, mentre la fascia mediana è all'interno della chiesa vera e propria.
Il campanile si presenta finemente decorato, con tetto rosso ed interni bianchi e dorati. Il campanile è orlato, nei 4 angoli, da una finissima pseudo-merlatura.

### Interni

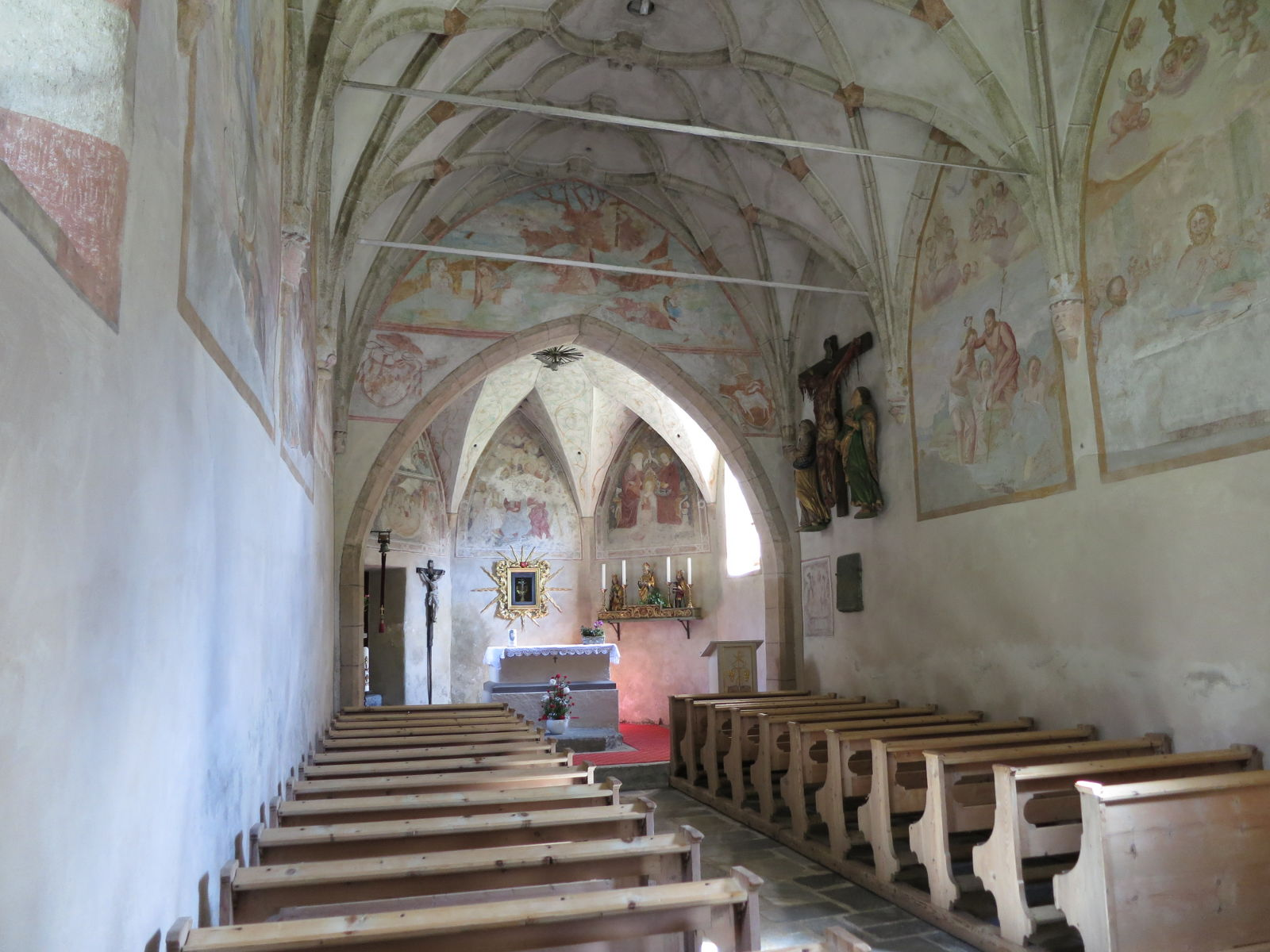
Interno della chiesetta con panoramica degli affreschi

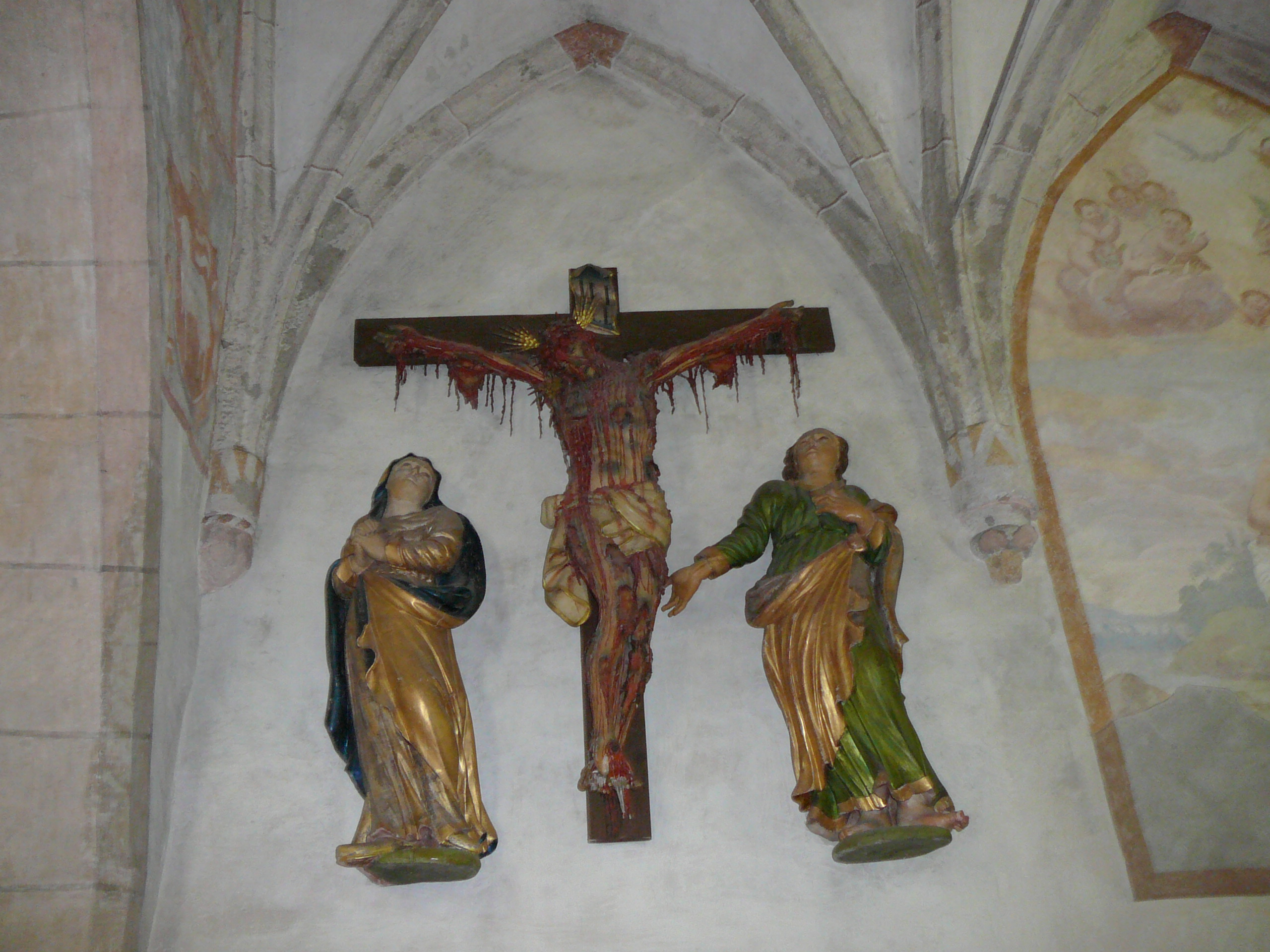
Il crocefisso ligneo risalente alla guerra dei trent'anni

La chiesa è una dei più pregiati gioielli artistici aurini, pusteresi ed alto atesini e fu in questa chiesa che gli artisti di Predoi svilupparono il cosiddetto stile "tirolese montanaro"; la cappella ha, inoltre, coste a voltoloni in stile neogotico. In questa deliziosa chiesetta è possibile ammirare anche pregiate statue di legno di Sant'Osvaldo, San Kilian e Sant'Orsola, nonché di San Francesco e Sant'Andrea.
Dietro al tabernacolo l'originale rappresentazione tardo gotica della SS. Trinità, opera di artisti locali. 
La Via Crucis lungo il vecchio sentiero verso il passo dei Tauri che da Casere porta alla Chiesa di Santo Spirito, è ancora oggi meta di pellegrinaggi di turisti e di gente del luogo durante tutto l'anno.
L'opera artistica di maggior pregio è senza dubbio il ciclo di affreschi straordinariamente conservato che risale all'epoca tardo medievale (1490 d.C.), tra i più antichi e meglio conservati della regione. Gli affreschi della chiesa sono stati continuamente implementati, cosicché troviamo dipinti gotici come opere barocche e testimonianze del manierismo.
Questa chiesa è stata a lungo meta di pellegrinaggio da tutta la Pusteria, anche se per qualche anno questo flusso si è interrotto, ma nel 1981 è regolarmente ripreso.
Questa cappella fu, nel Medioevo, luogo di preghiera per molti minatori tirolesi ed austriaci che attraversavano il passo dei Tauri per arrivare a Salisburgo e, molto spesso, cercavano rifugio e ristoro proprio in questa cappella sperduta tra i boschi di conifere. Entrando, desta particolare interesse il famoso crocifisso con il Cristo trafitto da colpi di fucile (questi colpi sono avvolti da un mistero ma probabilmente furono fatti durante la grande guerra). Questo crocifisso circa 200 anni fa si trovava lungo il sentiero che porta al passo dei Tauri e fu successivamente messo dentro la chiesa, sul lato sinistro dell'abside, dietro l'altare.
La leggenda narra:
(Tradizione popolare pusterese)

## Situazione

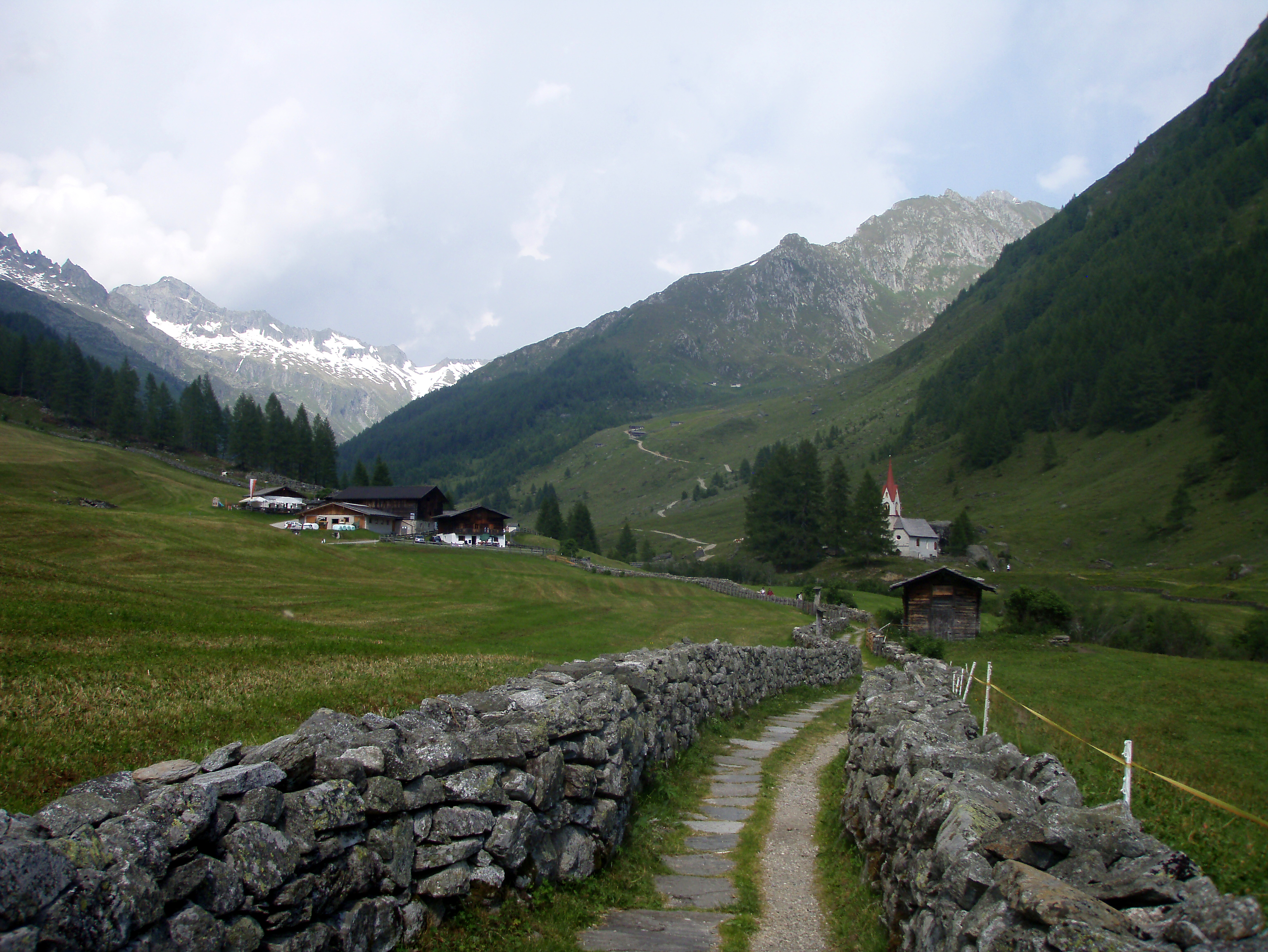
Il sentiero che da Casere prosegue per il Passo dei Tauri e la Forcella del Picco

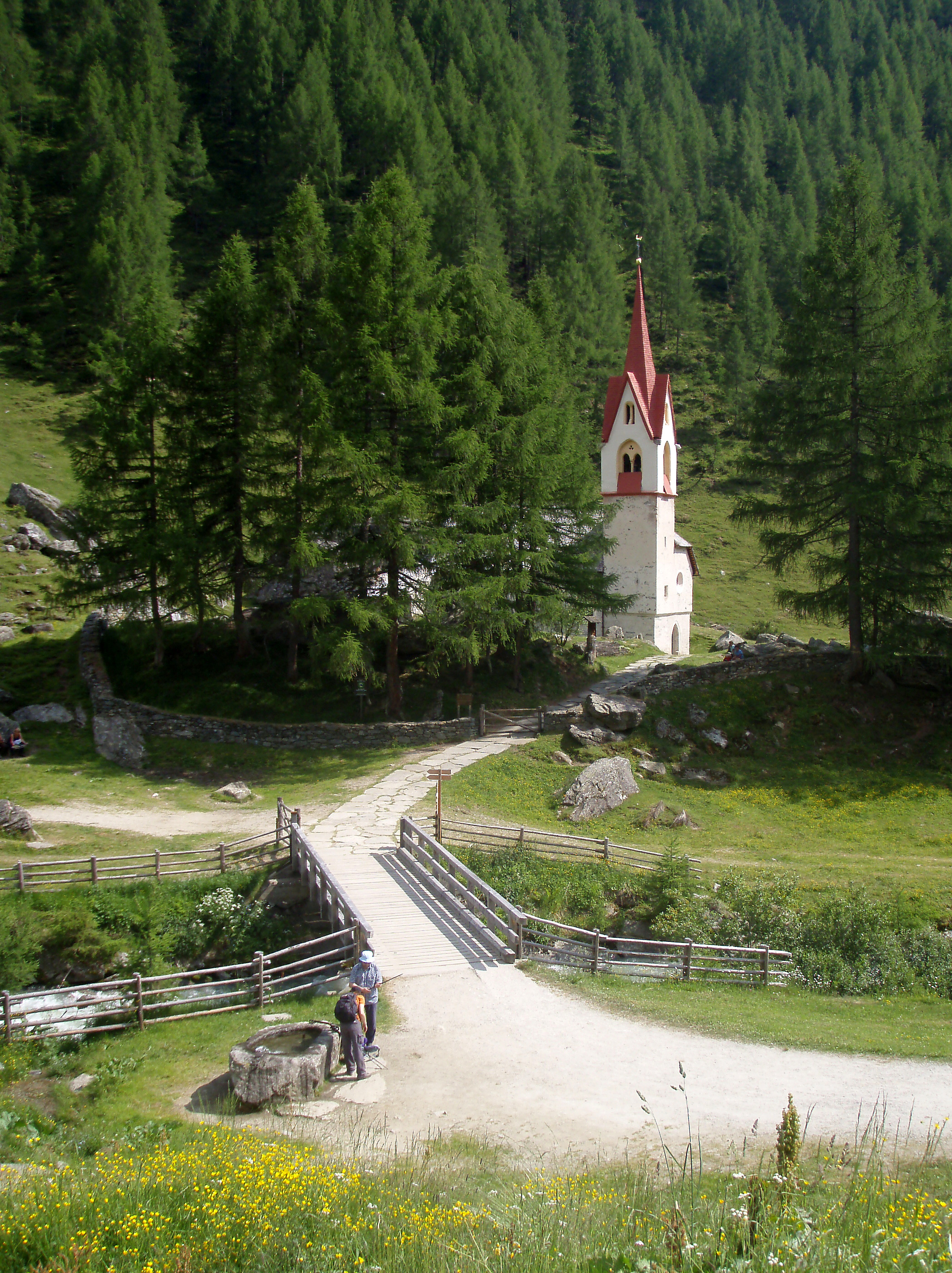
Santo Spirito vista dalle malghe di Pratomagno (Prastmann)

A partire dal XXI secolo sono state eseguite molte opere di restauro, soprattutto per evitare che la cappella, messa a dura prova dal freddo e dalla neve, crollasse. Il tutto è stato finanziato dalla provincia autonoma di Bolzano e dal comune di Predoi. Durante i lavori sono stati riportati alla luce gli antichi affreschi che, per ragioni di sicurezza, sono stati rimossi in parte per evitare eventuali danneggiamenti e furti durante la ristrutturazione dell'edificio.
La chiesa è un santuario meta di pellegrinaggio, ma in origine era soprattutto una chiesa dei minatori e viandanti. La chiesa è costruita sotto una roccia che la ripara dalle valanghe, nella Valle Aurina chiamata Saukopf ovvero "testa di maiale" che protegge da e divide le valanghe. Un tempo questa roccia veniva usata come il cosiddetto Schliefstein. Chi ci passava sotto strisciandola, si strappava via, secondo la convinzione generale, tutti i suoi peccati.. Il muro di recinzione della chiesa mostra ancora oggi la superficie del vecchio cimitero, nel quale venivano sepolti coloro che erano periti per un incidente mortale sulla via attraverso i passi o nelle miniere.